# Thymoites indicatus
Thymoites indicatus es una especie de araña araneomorfa del género Thymoites, familia Theridiidae. Fue descrita científicamente por Banks en 1929.
Habita desde Nicaragua hasta Panamá.